# 플로리다 제도

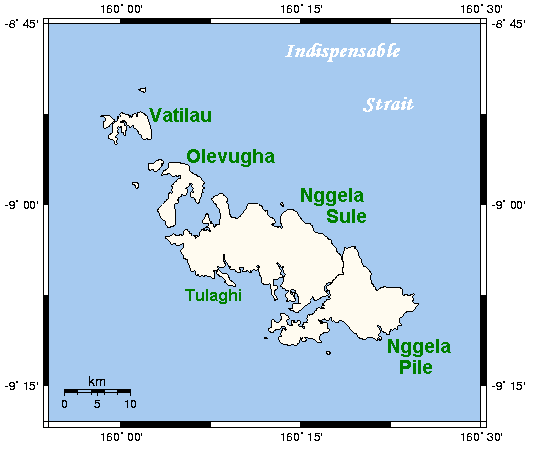
플로리다 제도

플로리다 제도(Florida Islands) 또는 응겔라 제도(Nggela Islands)는 태평양 남서쪽에 위치한 제도로, 행정 구역상으로는 중부주에 속한다. 가장 큰 섬인 응겔라섬 외에 툴라기섬, 가부투섬, 타남보고섬 등 여러 개의 작은 섬들로 구성된다.